# Curling na Zimowych Igrzyskach Olimpijskich 1992
Wyniki turnieju pokazowego curlingu na Zimowych IO w Albertville:

## Mężczyźni
| Lp. | Państwo           | Medal |
| --- | ----------------- | ----- |
| 1   | Szwajcaria        |       |
| 2   | Norwegia          |       |
| 3   | Stany Zjednoczone |       |

## Kobiety
| Lp. | Państwo  | Medal |
| --- | -------- | ----- |
| 1   | Niemcy   |       |
| 2   | Norwegia |       |
| 3   | Kanada   |       |